# Harry Gruyaert
Harry Gruyaert (Bèlgica, 1941) és un fotògraf belga establert a París. Va estudiar a l'École de cinéma et de télévision de Brussel·les del 1960 al 1963. Durant gairebé trenta anys, fotografia les subtils variacions cromàtiques de la llum oriental i occidental, de Bèlgica al Marroc i de l'Índia a Egipte. Lluny de complaure’s en un exotisme estereotipat, la seva visió de les contrades llunyanes arrossega l'espectador a atmosferes particulars i una mica impenetrables. Vinculat al procediment cibachrome, Gruyaert ha optat recentment pel revelat digital per reproduir millor la riquesa de les ombres de les seves pel·lícules, i per acostar-se al seu principal objectiu, que és permetre que el color afirmi la seva pròpia existència. És membre de l'agència Magnum Photos des del 1981.

## selecció d'exposicions
- 2006, Fundación Caixa Galicia, Lugo i Vigo, Espanya
- 2003, Rencontres Internationales de la Photographie, Arles, França
- 1990, Canal de Isabel II, Madrid, Espanya
- 1986, Palais de Tokyo, París, França
- 1980, Palais des Beaux-Arts, Brussel·les, Bèlgica
- 1976, International Center of Photography, Nova York, Estats Units

## selecció de llibres
- TV Shots, Steidl, Alemanya, 2007
- Photo Poche, Actes Sud, França, 2006
- Rivages, Textuel, França, 2003
- Made in Belgium, Nathan/Delpire, França, 2000
- Morocco, Schirmer & Mosel, Alemanya, França, Estats Units, 1990
- Lumières Blanches, Centre National de la Photographie, França, 1986[1]